# Пустыня (остановочный пункт)
Пустыня (пол. Pustynia) — остановочный пункт железной дороги (платформа) в селе Пустыня в гмине Дембица, в Подкарпатском воеводстве Польши. Имеет 1 платформу и 1 путь.
Остановочный пункт на железнодорожной линии Лодзь-Калиская — Дембица, построен в 1940 году.